# Абу Иса аль-Исфахани
Абу Иса аль-Исфахани (ивр. אַבּוּ עִיסַא אלְ-אִסְפַהַאנִיּ‎), также известный как Ицхак бен Яков Овадия Абу Иси(ивр. יִצְחָק בֶּן יַעֲקֹב עוֹבַדְיָה אַבּוּ עִיסִי‎) — религиозный иудейский лидер, проповедовавший в VIII веке при халифе Абдул-Малике (685—705 годы), основатель секты «исунитов» или «исавитов».
О биографии Абу Исы известно, что он происходил из бедной семьи, и сам не умел ни читать, ни писать. Выдавал себя за пророка и мессию-восстановителя независимости еврейского народа. В результате проповеднической деятельности вокруг Абу Исы возникло столько сторонников, что он объявил бунт против омейядской власти. Маймонид в «Йеменском послании» утверждает, что Абу Исе удалось собрать 10-тысячную армию. В результате битвы под Реем его сподвижники были разбиты, а сам Абу Иса был убит.

## Учение
Абу Иса называл себя шестым, и предпоследним или последним пророком. К пророкам он относил не только ветхозаветные фигуры, но также Иисуса и Мухаммада, что противоречит обычным традиционным иудейским представлениям, но сходно с учением еврейско-христианской секты эбионитов, остатки которой ещё продолжали деятельность в странах мусульманского Востока при жизни Абу Исы, и некоторых йеменских раввинов, признававших Мухаммада пророком для народов мира, но не для иудеев, имеющих свой более древний завет с Богом. Аналогичная идея встречается также в мидраше «Тайны рабби Шимона бар Йохая», который историки считают исавитским произведением. При этом Абу Иса рекомендовал изучать Евангелие и Коран как богодухновенные книги. По некоторым сведениям, последователи Абу Исы также считали его мессией, пришедшим освободить евреев от чужеземного владычества, хотя сам он называл себя предтечей Мессии. Традиционные иудеи-раббаниты, со своей стороны, не считали исавитов еретиками и разрешали заключать с ними браки.
В повседневной жизни исавиты воздерживались от вина и животной пищи, среди них также был введён запрет на развод даже в случае прелюбодеяния одного из супругов. Кроме того, Абу Иса учредил семикратную ежедневную молитву. Последователи приписывали Абу Исе ряд чудес, включая подобное Мухаммаду вознесение на небеса, защиту от множества врагов на поле битвы путём рисования магического круга, а также путешествие в таинственную «землю сынов Моисея», якобы расположенную за легендарной рекой Самбатион. Исследователи отмечают ряд параллелей между движением исавитов и ранним шиизмом.

## Последователи
Некоторые последователи Абу Исы отказались принять факт его гибели и верили в его будущее второе пришествие. Другие последовали за учеником Исфахани, Иудганом (Иегудой) из Хамадана, основавшим эзотерическое течение в движении исавитов, акцентирующее внимание на аллегорическом толковании заповедей иудаизма (еврейская секта «Аль-Иудгана», иудганиты). Другое именование секты — юдганиты, от имени Юдган. Некий еврей по имени Мошка, погибший во время попытки организации восстания в Куме, сделал неудачную попытку развить боевую секцию движения. Различные ответвления исавизма были достаточно широко распространены вплоть до XI—XII веков в Персии, Месопотамии и даже Испании.
Движение оказало значительное влияние на караимизм. Израильский историк Бен-Цион Динур выдвинул также спорную гипотезу о том, что именно Абу Иса или его последователи распространили иудаизм в Хазарии.